# Бейнбридж (Нью-Йорк)
Бейнбридж (англ. Bainbridge) — місто (англ. town) в США, в окрузі Ченанго штату Нью-Йорк. Населення — 3060 осіб (2020).

## Демографія
Згідно з переписом 2010 року, у місті мешкало 3308 осіб у 1393 домогосподарствах у складі 919 родин. Було 1554 помешкання
Расовий склад населення:
| - 97,8 % — білих - 0,5 % — азіатів - 0,2 % — корінних американців - 0,2 % — чорних або афроамериканців |

До двох чи більше рас належало 0,9 %. Частка іспаномовних становила 1,8 % від усіх жителів.
За віковим діапазоном населення розподілялося таким чином: 21,4 % — особи молодші 18 років, 61,4 % — особи у віці 18—64 років, 17,2 % — особи у віці 65 років та старші. Медіана віку мешканця становила 43,7 року. На 100 осіб жіночої статі у місті припадало 99,6 чоловіків;  на 100 жінок у віці від 18 років та старших — 96,0 чоловіків також старших 18 років.
Середній дохід на одне домашнє господарство  становив 60 316 доларів США (медіана — 47 364), а середній дохід на одну сім'ю — 68 790 доларів (медіана — 57 279). Медіана доходів становила 49 594 долари для чоловіків та 38 125 доларів для жінок. За межею бідності перебувало 7,4 % осіб, у тому числі 7,6 % дітей у віці до 18 років та 3,1 % осіб у віці 65 років та старших.
Цивільне працевлаштоване населення становило 1286 осіб. Основні галузі зайнятості: освіта, охорона здоров'я та соціальна допомога — 24,3 %, виробництво — 17,4 %, роздрібна торгівля — 14,5 %.